# Mutig in die neuen Zeiten: Alles anders
Alles anders ist ein österreichischer Fernsehfilm aus dem Jahr 2008 von Harald Sicheritz und nach Im Reich der Reblaus (2005) und Nur keine Wellen (2006) der dritte Teil der dreiteiligen Reihe Mutig in die neuen Zeiten. Die Erstausstrahlung fand am Tag der Arbeit (1. Mai) 2008 auf ORF 2 statt, auf 3sat wurde der Film erstmals am 28. Oktober 2008 gezeigt.

## Handlung
Während der zweite Teil die 1960er-Jahre behandelt, spielt der dritte Teil in den 1970er-Jahren.
Der Film beginnt im Jahr 1974, das Jahr der Ölkrise und des autofreien Tages. Bei den Familien Redlich und Berkovitz geht es drunter und drüber. „Charlie“ Redlich ist zu einer lokalen Rock-’n’-Roll-Größe geworden und trotz seiner Drogenprobleme hat er in Dani Berkowitz eine Freundin gefunden. Elfi Redlich lernt den Schriftsteller Sean kennen, in ihm findet sie die vermeintlich große Liebe und geht mit ihm nach Irland. Tochter Moni investiert ihre 15.000 Schilling Heiratsprämie in die erste eigene Wohnung. Paul Berkowitz’ Sohn Rafi tritt in die Geschäftsführung der Firma Berkowitz-Ulmendorff ein und verliebt sich ausgerechnet in die Enkeltochter des alten Nazis Ulmendorff und der herzensschlechte Hasak verursacht die nächste Katastrophe. Im Sägewerk Adelholz übernimmt Rafi die Geschäfte und verliebt sich in die Besitzerin Agnes. Doch nach der Sanierung von Adelholz trennen sich die beiden wieder. Auch Danis und Charlies Beziehung scheitert an Charlies Drogenproblemen. Am Ende kehrt Elfi aus Irland zurück.

## Produktion und Hintergrund
Die Dreharbeiten zu Alles anders fanden gemeinsam mit dem zweiten Teil Nur keine Wellen vom 23. Mai bis zum 5. August 2006 statt.
Produziert wurde der Film von der österreichischen MR Film, beteiligt waren Arte und der Österreichische Rundfunk.
Der Titel der Reihe nimmt Bezug auf die dritte Strophe der Österreichischen Bundeshymne. Mit Erwin Steinhauer und Matthias Franz Stein sowie Fritz Karl und Aaron Karl standen zwei Väter und deren Söhne vor der Kamera.
Im Oktober 2022 wurden die drei Filme der Reihe Mutig in die neuen Zeiten im Rahmen der Edition österreichischer Film von Hoanzl und dem Standard auf DVD veröffentlicht.